# Provincia de Sud Chichas
La provincia de Sud Chichas, o Sur Chichas, es una provincia de Bolivia, ubicada al sur de departamento de Potosí, cuya capital es la ciudad de Tupiza. La provincia tiene un área de 8.158 km².
La provincia se creó luego de la división de la antigua provincia de Chichas, por ley de 25 de junio de 1863, durante el gobierno de José María de Achá.

## Ubicación
Sud Chichas es una de las dieciséis provincias del departamento de Potosí. Se ubica entre los paralelos 20°51′ y 2150' sur y entre los meridianos 65°15′ y 66°30′ O. Limita al norte con la provincia de Nor Chichas, al noroeste con la provincia Antonio Quijarro, al oeste con Nor Lípez y Sur Lípez, al noreste con el departamento de Chuquisaca, al este con el departamento de Tarija, al sur con la provincia de Modesto Omiste y con el extremo norte de Argentina (provincia de Jujuy).
Sud Chichas se extiende algo más de 130 kilómetros de este a oeste y de norte a sur.

## Demografía
De acuerdo con el censo boliviano de 2024, la población de la provincia de Sud Chichas es de 54 895 habitantes.
La población de la provincia ha aumentado ligeramente en las últimas tres décadas:
| Año  | Habitantes | Fuente |
| ---- | ---------- | ------ |
| 1992 | 52.308     | Censo  |
| 2001 | 47.873     | Censo  |
| 2012 | 55.879     | Censo  |
| 2024 | 54.895     | Censo  |

La población según el censo de 2001 era de 47.873 habitantes, observándose un decrecimiento del 8,5% respecto al censo anterior realizado en 1992 en el cual se habían contado 52.308 habitantes. Uno de los principales motivos para tal fenómeno ha sido la emigración, de este modo la densidad demográfica de Sur Chichas se redujo a solo 5,9 habitantes/km².
Étnicamente, tal cual el nombre de la provincia lo indica, la población originaria fue la de los chichas, pero estos han sufrido una fuerte transculturación tras la invasión quechua sucedida a fines del siglo XV y luego la de los conquistadores españoles a partir de 1534, en la actualidad gran parte de la población sudchicheña es mixogénica y presenta bastantes características criollas (los jinetes sudchicheños han logrado fama por sus habilidades ecuestre en zonas de montaña y valles).
El idioma principal es el español hablado por el 100% de los sudchicheños, y un 55% habla o entiende el quechua (mayormente por inmigrantes de La Paz y otras zonas del departamento de Potosí).
A inicios de 2007, en la provincia de Sur Chichas el 45% de la población no posee acceso a la electricidad domiciliaria, el 74% no posee servicios sanitarios (agua dulce corriente, cloacas etc.).
El 34% de la población se dedica a la agricultura y a la ganadería, la agricultura suele realizarse a nivel de subsistencia en pequeñas huertas (chacras) en donde se cultivan principalmente maíz, zapallos, ajíes, cebolla, ajo, tomate, membrillo, uva, tuna, y otros frutos. La ganadería es principalmente extensiva en caprinos, ovinos, equinos (burros, mulas, caballos), además de cerdos.
El 11% de los habitantes trabaja en la minería plomo, zinc, estaño, cobre, plata, oro, rocas de aplicación), el 6% se dedica a industrias prácticamente artesanales (tejidos, marroquinería y talabartería, metalurgia y herrería, tallado de piedras); el 49% de la población aparece registrada en el sector servicios, esto suele encubrir un fuerte desempleo o el empleo informal.
El 88% de la población adscribe al catolicismo y el 8% a diversas variantes del protestantismo siendo el segundo de reciente aparición en este territorio.

## Municipios
Esta provincia se encuentra dividida en dos municipios que llevan el nombre de sus respectivas capitales:
- Tupiza
- Atocha

## Poblaciones
- Oploca
- Suipacha
- Santa Elena
- Entre Ríos
- Charaja
- Supira
- Ravilero
- Choroma
- Chacopampa